# Théza
Théza (katalanisch Tesà) ist ein Ort und eine südfranzösische Gemeinde mit 2.181 Einwohnern (Stand: 1. Januar 2022) im heutigen Département Pyrénées-Orientales in der Region Okzitanien. Die Gemeinde gehört zum Arrondissement Céret und zum Kanton La Plaine d’Illibéris (bis 2015: Kanton Elne). Die Einwohner werden Thézanais genannt.

## Lage
Théza liegt etwa acht Kilometer südöstlich von Perpignan in der alten Kulturlandschaft des Roussillon. Der Fluss Réart, der fünf Kilometer östlich in das Mittelmeer mündet, bildet die nördliche Gemeindegrenze. Umgeben wird Théza von den Nachbargemeinden Saleilles im Norden, Alénya im Osten, Corneilla-del-Vercol im Süden sowie Villeneuve-de-la-Raho im Westen.

## Bevölkerungsentwicklung
| Jahr                       | 1800 | 1851 | 1901 | 1954 | 1962 | 1968 | 1975 | 1982 | 1990 | 1999 | 2006 | 2017 |
| Einwohner                  | 102  | 213  | 427  | 513  | 532  | 554  | 780  | 929  | 1013 | 1252 | 1334 | 2040 |
| Quellen: Cassini und INSEE |      |      |      |      |      |      |      |      |      |      |      |      |

## Sehenswürdigkeiten
- Kirche Saint-Pierre aus dem 19. Jahrhundert
- Oratorium Notre-Dame-du-Bon-Remède aus dem 16. Jahrhundert